# Соломон
Вижте пояснителната страница за други значения на Соломон.
Соломон (на иврит: שְׁלֹמֹה, Шломо́; на гръцки: Σαλωμών; на гръцки: Σολωμών в Септуагинта; на латински: Salomon във Вулгата; на арабски: سليمان Сюлейман в Корана) според Библията, Хадиса, Корана и Скритите думи е последният от тримата царе на обединеното Еврейско царство, което наследява от баща си Давид. Той управлява в средата на 10 век пр.н.е., от около 970 г. до 931 г. пр.н.е. Според Талмуда, Соломон е един от 48 пророци. В Корана той се смята за един от пророците на исляма.
При Соломон Древен Израел достига най-голямата си военна сила, като подчинява съседните области от долината на Ефрат до границите на Египет. Той предприема и мащабна строителна програма, увенчана от Соломоновия храм в неговата столица Йерусалим. Държавата, създадена от него, се разпада малко след смъртта му.
Голяма част от сведенията за Соломон идват от Библията, като по-късно му е приписвано авторството на няколко от нейните книги (сред тях „Притчи Соломонови“, „Еклисиаст“ и „Песен на песните“). В Библията той е възхваляван за своята мъдрост, богатство и могъщество, но в същото време е обвиняван за толерантността към многобройните си жени, които, макар и приели юдаизма, продължават да почитат старите си богове. След време сам Соломон започва да се покланя на тези богове и да принася жертви на високите места. Но после се обръща към Йехова.

## Соломон в Библията
Соломон се ражда в Йерусалим, той е второто дете на Давид и неговата съпруга Вирсавия, вдовица на хетееца Урия. Първото дете, син, умира преди Соломон да бъде заченат. Той има трима пълноправни братя – Натан, Шамуа и Шобаб и шест по-големи полубратя.
Соломон, както е заповядал Давид, започва своето царуване с обширна чистка, включително и главния генерал на баща си, освен това укрепва позицията си, като назначава приятели в администрацията, включително в религиозни позиции, както и в граждански и военни постове.
Силно разширява военната си сила, особено кавалерията и колесните оръжия. Той основава многобройни колонии, някои от които се удвояват като търговски пунктове и военни аванпостове.
Търговските отношения са в основата на неговата администрация. Изпраща експедиции до земите на Таршиш и Офир, за да внесе луксозни продукти като злато, сребро, сандалово дърво, перли, слонова кост, маймуни и пауни. Соломон се счита за най-богатия от израилтянските царе, посочени в Библията. Соломон също строи Първия храм, който е започнат през четвъртата година от своето царуване, използвайки огромното богатство, което е натрупал.